# Chiesa della Decollazione di San Giovanni Battista (Lona-Lases)
La chiesa della Decollazione di San Giovanni Battista è la parrocchiale di Lona, frazione del comune di Lona-Lases in Trentino. Risale al XVII secolo.

## Storia

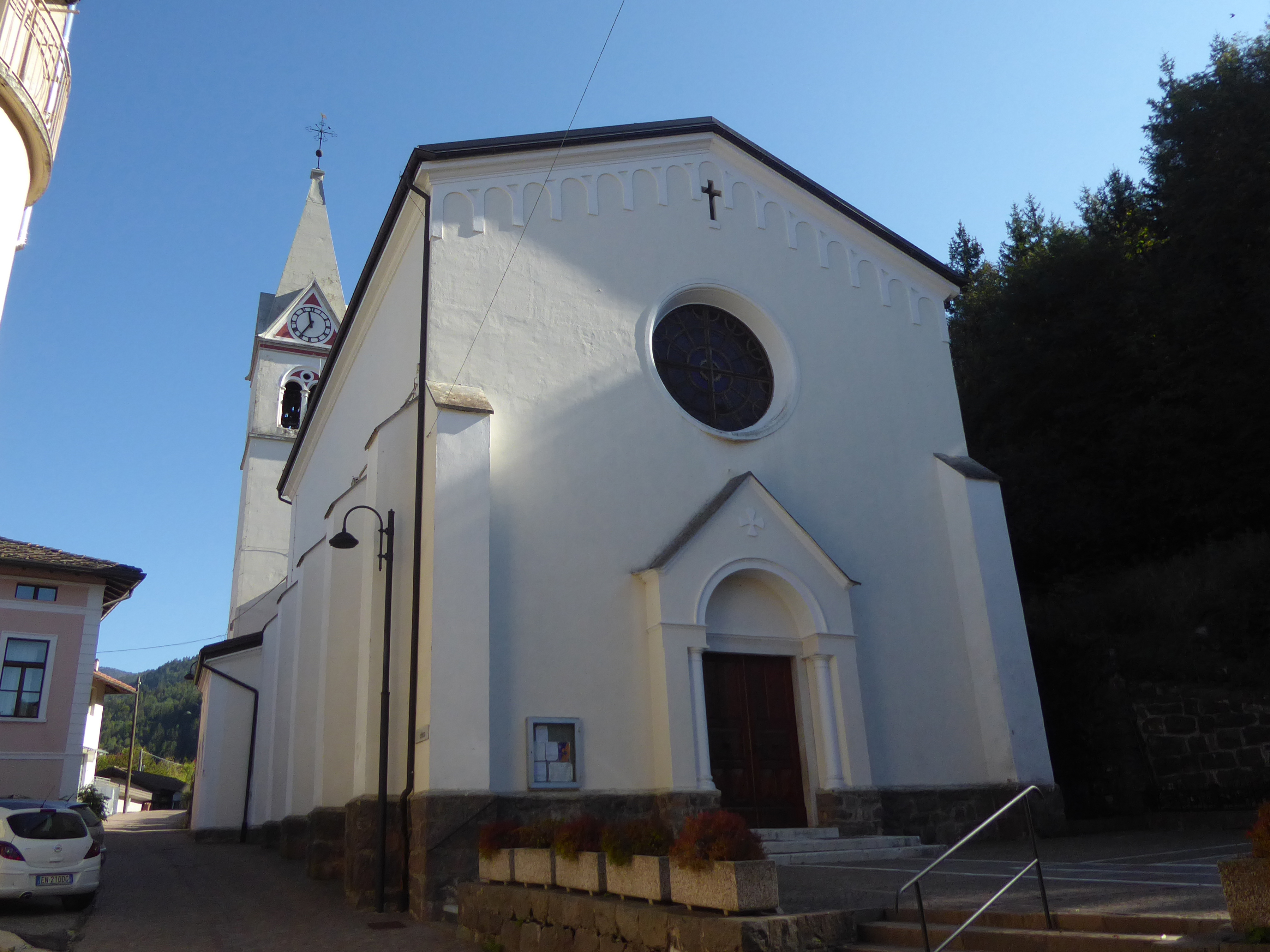
Vista laterale

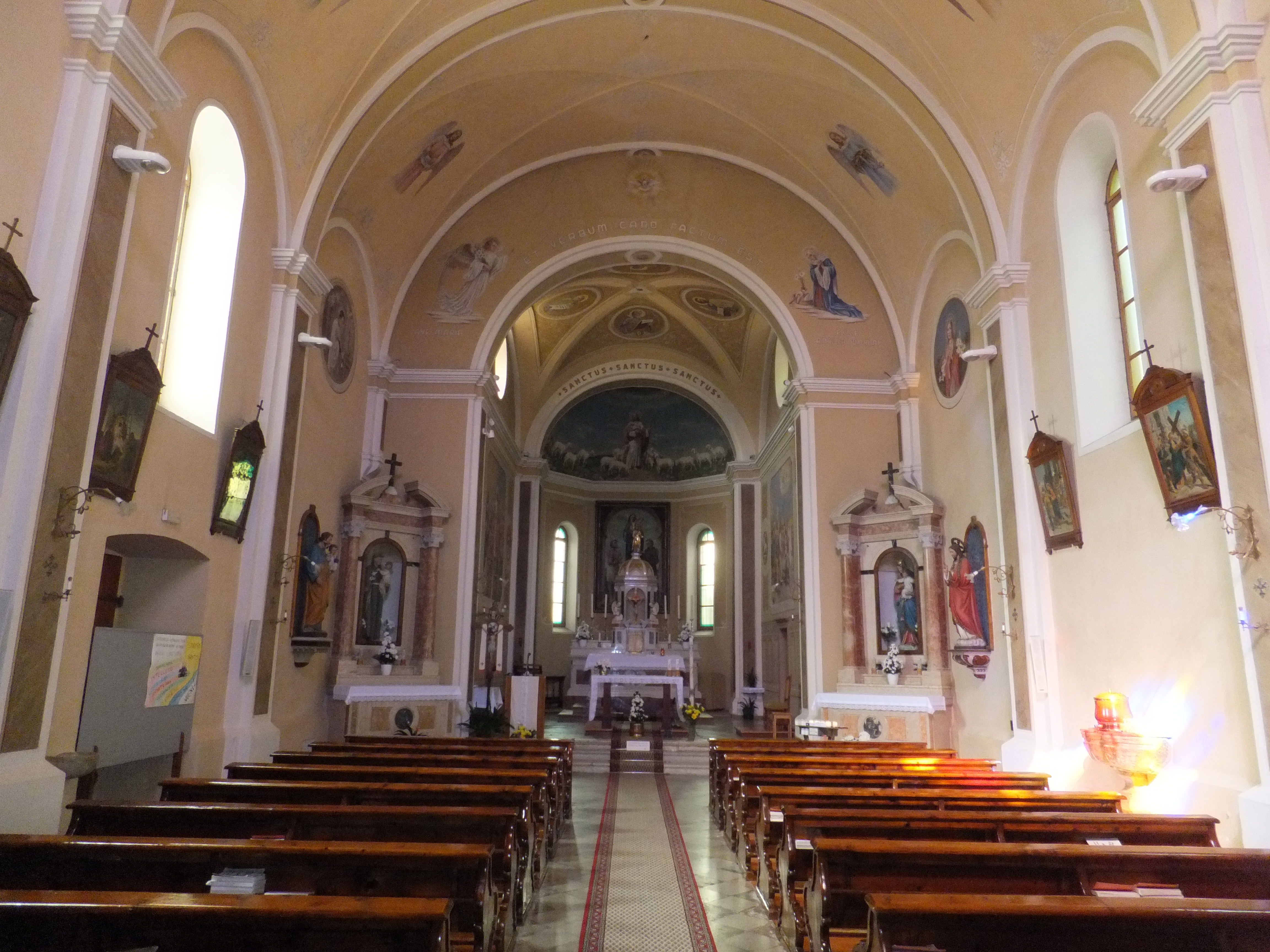
Interno

La prima cappella presente a Lona trova una citazione storica in un documento del 1625, nel Colmello di Tresilla. Dopo la metà del secolo, nel 1653, venne concesso alla popolazione di costruire un edificio di culto di maggiori dimensioni, dedicato a San Giovanni Battista, e tale piccola chiesa fu pronta l'anno successivo, nel 1654, quando venne benedetta.
La sacrestia venne costruita subito dopo, nel 1655.
Attorno alla metà del XVIII secolo quella prima chiesa già ampliata non venne più ritenuta sufficiente per le necessità dei fedeli e arrivò la disposizione dalla curia di ingrandire ulteriormente l'edificio. A lavori di ristrutturazione ultimati, nel 1767, venne concesso il fonte battesimale.
Nel 1769 la chiesa rinnovata venne benedetta poi fu elevata a dignità curaziale, legata alla pieve di Piné.
Quasi un secolo dopo nella facciata venne posizionato un nuovo portale ma intanto si cominciò a pensare ad un diverso e più ampio luogo di culto, da costruire vicino all'edificio storico. La scelta del progetto più adatto richiese tempo e alla fine si optò per quello proposto da Emilio Paor, presentato nel 1902. Nello stesso anno venne posata la prima pietra del nuovo edificio e, nel 1903, venne demolita chiesa seicentesca per poterne riusare i materiali. Furono così salvate le lastre di porfido della vecchia chiesa e reimpiegate per il tetto di quella nuova.
La nuova chiesa venne benedetta nel 1903 e la torre campanaria fu completata l'anno successivo, quando venne realizzato anche un collegamento tra questa e la sacrestia. La solenne consacrazione venne celebrata nel 1911 e nel 1920 venne elevata a dignità parrocchiale.
Nel secondo dopoguerra del XX secolo venne decorato il catino absidale, fu restaurata la guglia della torre campanaria e vennero chiuse alcune aperture a finestra nella sala. Vennero poi ritoccate le decorazioni recenti ed altre ne furono aggiunte, a tempera, in vari punti dell'interno.

## Descrizione
L'edificio è in stile neogotico. Sorge nell'abitato di Lona ed è orientato verso est. 
La facciata è a capanna con due spioventi, caratterizzata da due contrafforti ai lati e da un portale racchiuso in piccola cornice classicheggiante. 
Ha una sola navata. Le pareti della sala sono state decorate da Vittorio Bertoldi nel 1953.